# دومین جشنواره فیلم یوکوهاما
دومین جشنوارهٔ فیلم یوکوهاما (به ژاپنی: 第1回ヨコハマ映画祭) دومین دورهٔ جشنواره فیلم یوکوهاما است که در تاریخ ۸ فوریه ۱۹۸۱ میلادی در شهر تسورومی ژاپن برگزار شد.

## جوایز
- بهترین فیلم: Zigeunerweisen[۲]
- بهترین بازیگر جدید مرد: تاتسو یامادا – Kuruizaki sanda rodo
- بهترین بازیگر نقش اول مرد: ماساتو فوروویا – Hipokuratesu-tachi
- بهترین بازیگر نقش اول زن: هیروکو یاکوشیمارو – Tonda Couple
- بهترین بازیگر جدید زن: کئیکو اوگینومه – Kaichō-on
- بهترین بازیگر نقش مکمل مرد: میوری کازاما – Shiki Natsuko, Yūgure made
- بهترین بازیگر نقش مکمل زن: Ran Itoh – Hipokuratesu-tachi
- بهترین کارگردان: سیجون سوزوکی – Zigeunerweisen
- بهترین کارگردان جدید: شینجی سومای – Tonda Couple
- بهترین فیلمنامه: Shoichi Maruyama – Tonda Couple, The Beast To Die
- بهترین فیلمبرداری: Kazue Nagatsuka – Zigeunerweisen
- بهترین فیلم مستقل: Kuruizaki sanda rodo
- جایزهٔ ویژه:
  - تای تاکا (Career)
  - یوساکو ماتسودا (Career)